# Isole Glénan
Le isole Glénan (in francese: Îles des Glénan o Archipel des Glénan, in bretone: Inizi Glenan) sono un arcipelago della Francia, situato al largo delle coste del Finistère, in Bretagna.
Le isole sono note, in particolare, per la storica scuola di vela Les Glénans, che vi ha sede sin dalla sua fondazione, avvenuta nel 1947.

## Descrizione
L'arcipelago è situato circa 16-18 km a sud di Finistère ed è composto da otto-nove isole maggiori e da una serie di altri isolotti minori e scogli. Sull'isola maggiore, Saint-Nicolas, sono presenti due ristoranti e la sede della scuola di vela Les Glénans, che alloggia i suoi studenti in una foresteria del 1960, dato che sulle isole non è più permessa l'edificazione né è autorizzato il campeggio.
Altre strutture si trovano anche su alcune delle altre isole dell'arcipelago: l'Île de Penfret e l'Île aux Moutons ospitano entrambe un faro, mentre sull'Île Cigogne si trova un forte costruito dagli inglesi nel 1756 per scacciare i pirati.
L'energia utilizzata dalle isole proviene da turbine eoliche e pannelli solari.

### Isole principali
- Île Saint-Nicolas
- Île de Bananec
- Île du Loc'h
- Île de Penfret
- Île Cigogne
- Île de Drénec
- Île de Brunec
- Île de Guiautec
- Île de Quignénec
- Île de Guiriden
- Île aux Moutons

## Storia

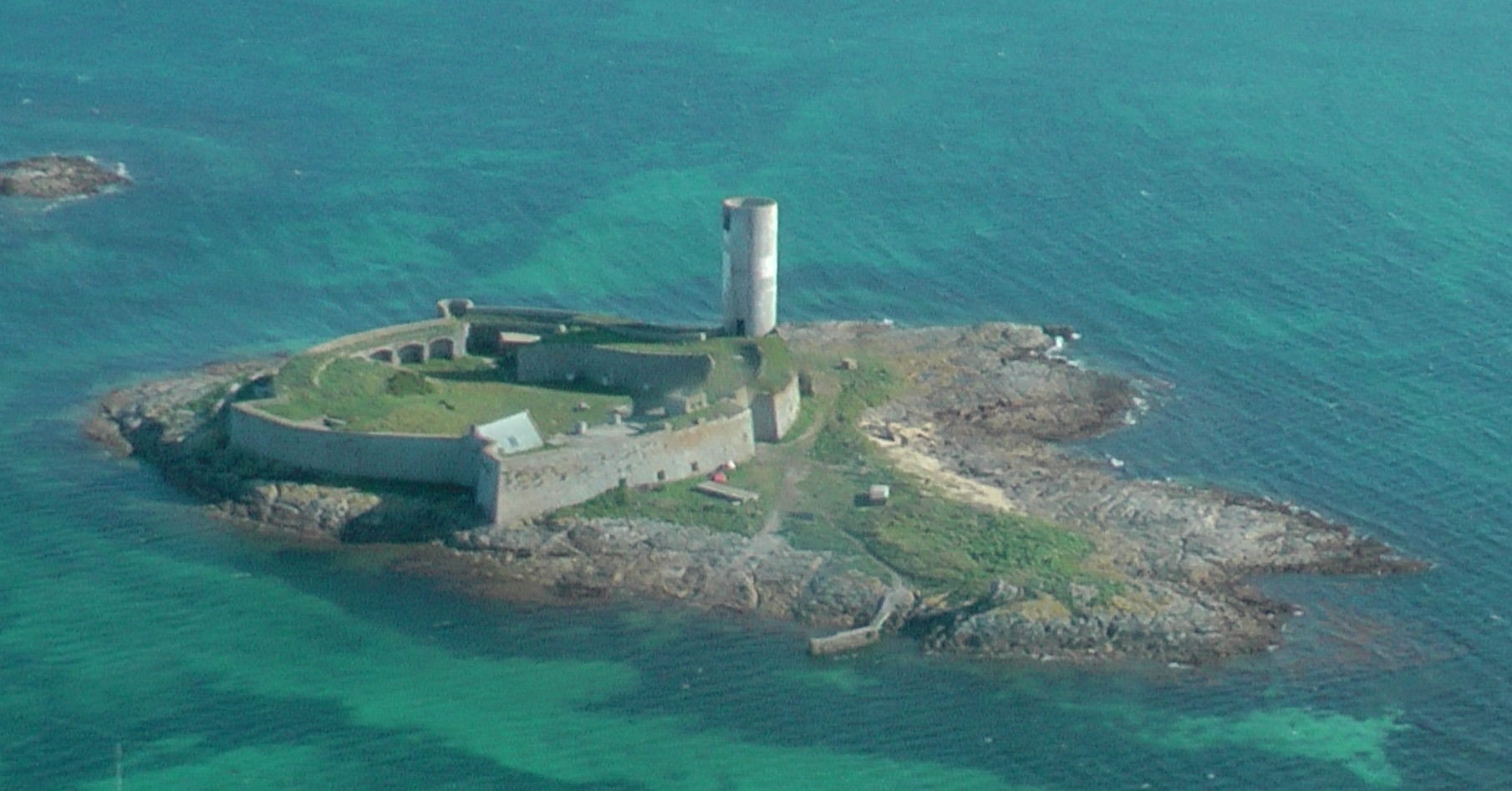
Fort Cicogne sull'Île Cigogne

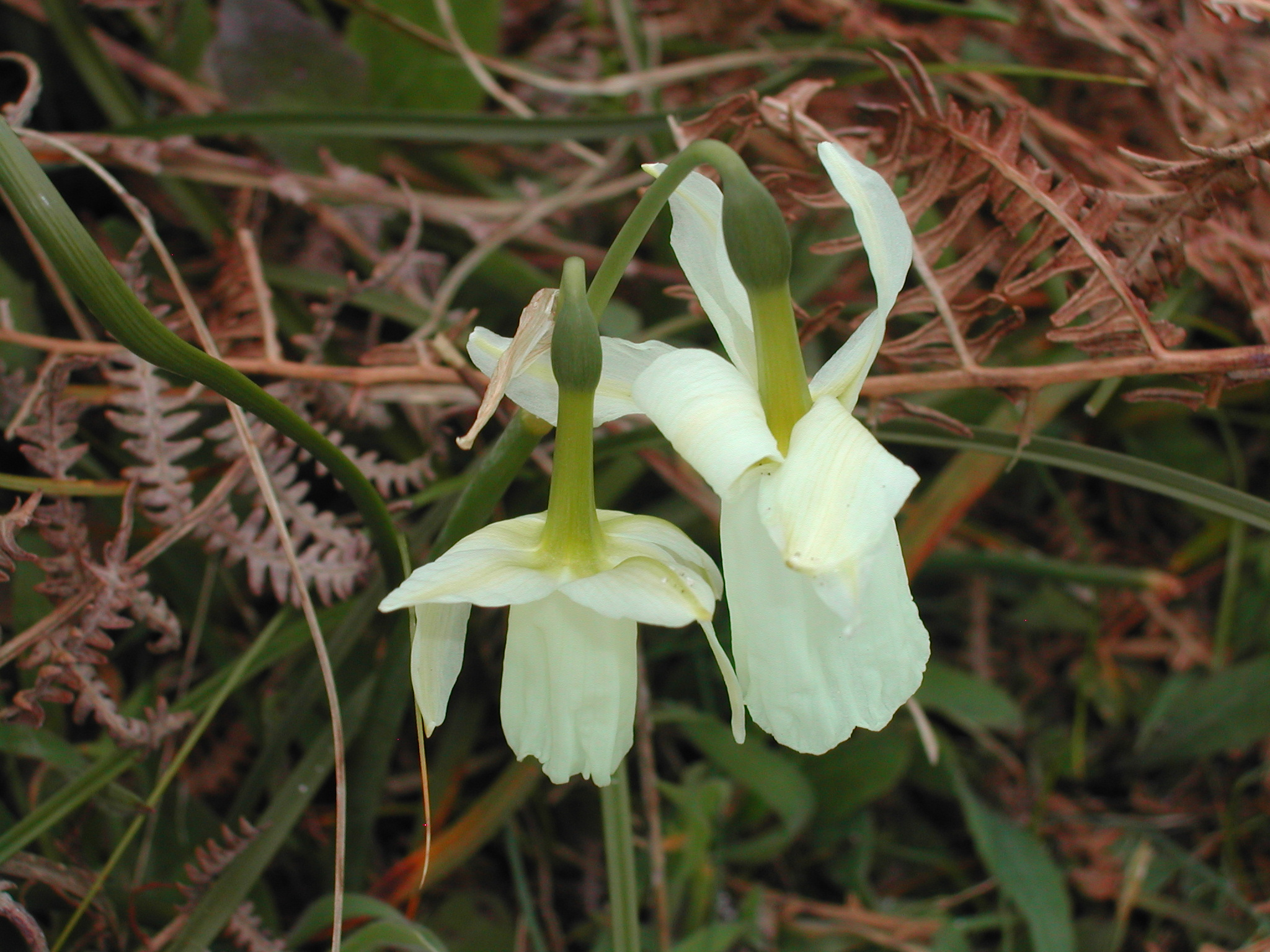
Il narciso delle Glénan, endemismo insulare

Come risulta dai resti di abitazioni e sepolture, il territorio era frequentato e abitato sin dalla preistoria: nel Neolitico, infatti, era collegato alla terraferma grazie al più basso livello degli oceani dell'epoca ed è probabile che altre testimonianze archeologiche di frequentazioni preistoriche siano state obliterate dall'innalzamento dei mari.
Nel XVIII secolo erano covo di pirati e corsari. Il forte eretto sull'arcipelago dagli inglesi nel 1756 era stato concepito proprio in funzione di anti-pirateria.
Nel 1881 l'arcipelago contava appena 85 abitanti, in gran parte pescatori o coltivatori che campavano sulla vendita di alghe commestibili e sulla pesca di aragoste e scampi.
Oggi è disabitato ed è frequentato solo durante l'estate.

## Natura
Sull'Île Saint-Nicolas si trova la più piccola riserva naturale francese, istituita per proteggere il narciso delle Glénan, endemismo insulare scoperto nel 1803 (Narcissus triandrus loiseleurii).
L'Île aux Moutons è nota, invece, per essere sito di nidificazione di due diverse specie di sterna (beccapesci e sterna comune), mentre sull'Île de Guiautec si trovano anche marangoni dalla doppia cresta e fratini eurasiatici.